# Tösens
Tösens è un comune austriaco di 690 abitanti nel distretto di Landeck, in Tirolo.